# Juliusz Rómmel
Juliusz Karol Wilhelm Józef Rómmel (do 1918 Rummel; ur. 22 maja?/3 czerwca 1881 w Grodnie, zm. 3 września 1967 w Warszawie) – pułkownik artylerii konnej Armii Imperium Rosyjskiego oraz generał dywizji Wojska Polskiego. Podczas kampanii wrześniowej dowódca Armii „Łódź”, a następnie Armii „Warszawa”.

## Życiorys

### Pochodzenie
Wywodził się z jednego z najstarszych rodów szlacheckich pochodzenia niemieckiego, posiadającego własny herb. Protoplastą rodu był rycerz inflanckiej gałęzi zakonu krzyżackiego Mateusz Henryk von Rummel, który w 1332 przybył do Kurlandii z zamku Getzingen hrabstwa Julich w Westfalii.
Jego rodzicami byli Karol Aleksander Rummel, oficer armii rosyjskiej, i Maria z Marcinkiewiczów. Jego braćmi byli Karol, Wilhelm, Waldemar i Jan, również oficerowie armii rosyjskiej.

### Służba w Armii Imperium Rosyjskiego
W 1900 ukończył Korpus Kadetów w Pskowie, a następnie w 1903 Konstantynowską Szkołę Wojskową w Petersburgu. W tym samym roku uzyskał stopień podporucznika i został przydzielony do 1. Gwardyjskiego pułku artylerii polowej. W 1905 awansował do stopnia porucznika. Wziął udział w wojnie japońsko-rosyjskiej. Od 1909 w stopniu sztabskapitana.
Brał udział w I wojnie światowej na froncie austriackim jako dowódca 1 Brygady Artylerii. Podczas walk został dwukrotnie ranny. W lipcu 1916 awansował na pułkownika. Po wybuchu rewolucji lutowej, od sierpnia 1917 aktywnie uczestniczył w tworzeniu oddziałów polskich na Ukrainie. Dowodził kolejno: oddziałem polskim w Kijowie (styczeń 1918), samodzielnym dywizjonem artylerii konnej (od lutego 1918) oraz samodzielną lekką brygadą III Korpusu Polskiego, na czele której stał do rozwiązania korpusu w czerwcu 1918. Potem został internowany przez wojska austro-węgierskie.

### Służba w Wojsku Polskim
W Wojsku Polskim od listopada 1918. Do grudnia 1918 dowódca Obozu Artylerii w Rembertowie. 17 grudnia 1918 wyznaczony został na stanowisko dowódcy 8 pułku artylerii polowej. Pod koniec lutego 1919 objął dowództwo II Brygady Artylerii Legionów, która w maju tego roku przemianowana została na I Brygadę Artylerii Legionów. W czerwcu i lipcu 1920 pełnił obowiązki dowódcy 1 Dywizji Piechoty Legionów. Brał udział w wojnie polsko-bolszewickiej. Od lipca 1920 do 17 lipca 1921 dowodził 1 Dywizją Jazdy. W międzyczasie, od września do listopada 1920 dowodził także Korpusem Jazdy. Dowodził w bitwie pod Komarowem stoczonej 31 sierpnia 1920.
Od 1 czerwca 1921 jego oddziałem macierzystym był 6 dywizjon artylerii konnej. 17 lipca 1921 roku został mianowany inspektorem jazdy przy Inspektorze Armii Nr 1 w Wilnie. 3 maja 1922 został zweryfikowany w stopniu generała brygady ze starszeństwem z 1 czerwca 1919 i 60. lokatą w korpusie generałów. 1 czerwca 1924 został mianowany dowódcą 1 Dywizji Kawalerii w Białymstoku. 11 września 1926 mianowany został generałem do prac przy Generalnym Inspektorze Sił Zbrojnych. 1 stycznia 1928 został awansowany na generała dywizji ze starszeństwem z dniem 1 stycznia 1928 roku i 1. lokatą w korpusie generałów. 27 września 1929 został mianowany inspektorem armii z siedzibą w Warszawie. 23 marca 1939 wyznaczony został na stanowisko dowódcy Armii „Łódź” z zachowaniem stanowiska inspektora armii.
W 1932 i 1933 wydał własnym nakładem swoje wspomnienia z czasów wojny z bolszewikami. W 1934 opublikował Wspomnienia z bojów kawalerji (Gebethner i Wolff, Lwów 1934).

### II wojna światowa

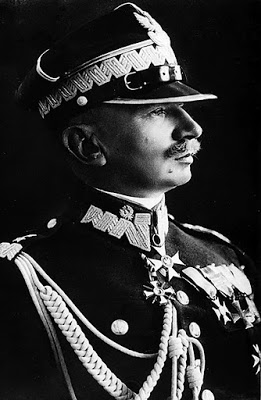
Generał dywizji Juliusz Rómmel

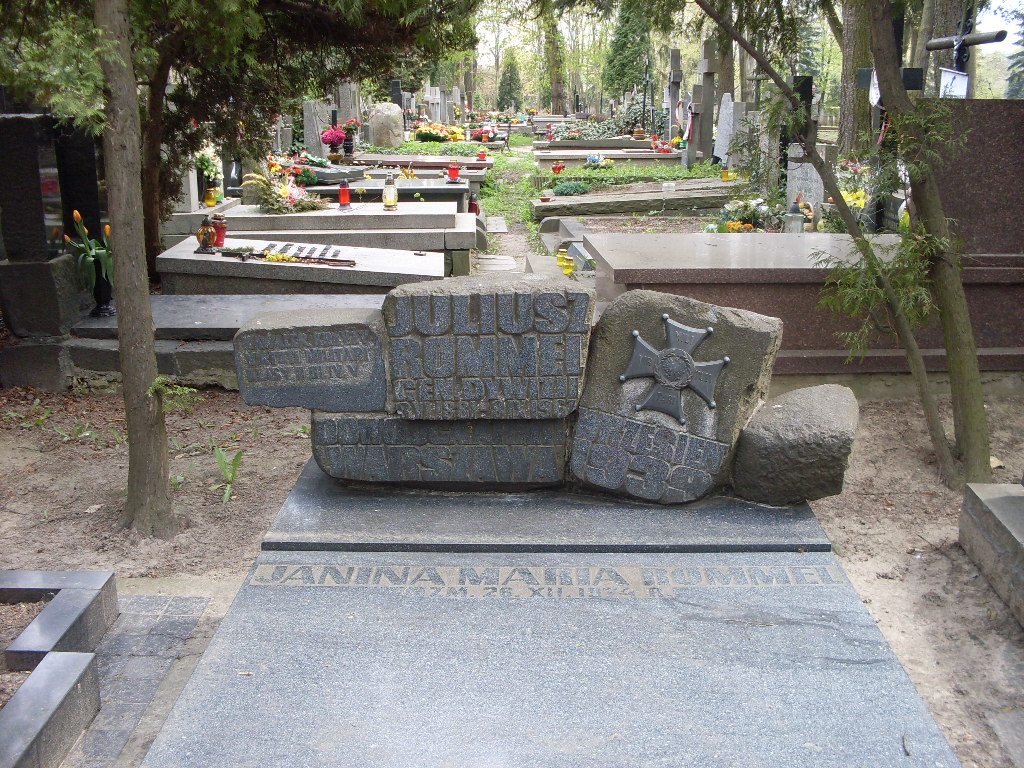
Grób Rómmlów na Cmentarzu Wojskowym na Powązkach

Na początku kampanii wrześniowej przebywał w Kwaterze Głównej Armii, w Łodzi przy ulicy Zgierskiej 133, w pałac Heinzla w parku Julianowskim. Wieczorem 5 września Naczelny Wódz wydał zgodę na wycofanie armii z pozycji głównej, a następnie nakazał jej wycofanie za Wisłę, na południe od Warszawy, przez mosty w Górze Kalwarii i Otwocku. 6 września 1939, w godzinach rannych, pałac Heinzla został zbombardowany przez Luftwaffe, a on sam ranny. Tego dnia około godz. 9.20 wyjechał z I rzutem KG Armii do Mszczonowa przez Zgierz – Łowicz – Skierniewice, nie pozostawiając na miejscu ani żadnych oficerów sztabu, ani też nie podając informacji o swoim nowym miejscu postoju podwładnym. W związku z powyższym gen. Wiktor Thommée wysłał do Łodzi oficera swojego sztabu, mjr. dypl. Cezarego Niewęgłowskiego, który nie zastał w dawnym miejscu postoju dowództwa Armii nikogo i ze śladami pospiesznego wyjazdu. Oficer ten uznał fakt wyjazdu dowództwa Armii za tak sprzeczny ze swoim poglądem na powinności wyższego dowódcy, że odebrał sobie życie. Sam Rómmel przybył do Mszczonowa około godz. 10.00 i ulokował się wraz ze sztabem w budynku poczty. Tu sztab armii w ciągu popołudnia był dwukrotnie bombardowany przez Luftwaffe, w związku z czym o 20:00 opuścił Mszczonów i udał się do pobliskiego majątku Grzegorzewice, gdzie znalazł się o 22:00. Od wieczora 7 września do rana 8 września miejscem postoju sztabu był folwark Łoś koło Piaseczna. 8 września generał pojawił się w Warszawie, choć miał możliwość powrotu do swojej Armii (przez Sochaczew) – droga na tym kierunku pozostawała otwarta do 10 września.
Jako najstarszy rangą oficer w oblężonym mieście podawał się później za dowódcę obrony Warszawy, mimo że faktycznie obowiązki te pełnił gen. Walerian Czuma. Rómmel był natomiast dowódcą Armii „Warszawa”, której częścią był garnizon stolicy. Zarzuca mu się, że – jakoby wbrew uzgodnieniom z gen. Tadeuszem Kutrzebą – nie zgodził się na uderzenie siłą jednej dywizji na pomoc wycofującej się Armii „Poznań”. W Warszawie, po wyczerpaniu się środków walki, kapitulował. Utworzył przed tym ruch oporu z gen. Michałem Tokarzewskim-Karaszewiczem na czele pod nazwą Służba Zwycięstwu Polski. Po agresji ZSRR na Polskę 17 września Rómmel bezprawnie rozkazał radiodepeszą traktowanie Armii Czerwonej jako „oddziałów sprzymierzonych”. 
Po kapitulacji Warszawy przebywał w niewoli niemieckiej. Był osadzony w Oflagu VII A Murnau, gdzie był starszym obozu. Pod koniec kwietnia 1945 niemiecki komendant na wieść o  zbliżaniu się wojsk amerykańskich przekazał mu władzę w obozie.

### Lata powojenne
W maju 1945 przebywał przez pewien czas we Francji, gdzie odbył rozmowę z gen. Władysławem Andersem, pełniącym wówczas obowiązki Naczelnego Wodza. Według ówczesnych pogłosek spodziewał się, że Anders przekaże mu swoje stanowisko, jako generał równy stopniem, lecz o krótszym starszeństwie. Wobec braku takiego aktu ze strony Andersa w czerwcu 1945 powrócił do Polski. W sierpniu 1945 został uroczyście przyjęty w Belwederze przez przewodniczącego Krajowej Rady Narodowej Bolesława Bieruta. Przyjęty do służby w ludowym Wojsku Polskim jako doradca ds. szkolenia Naczelnego Dowódcy WP marszałka Michała Roli-Żymierskiego. W czerwcu 1947 przeszedł w stan spoczynku. Zamieszkał w Warszawie. 
W latach stalinowskich w obawie przed represjami nie angażował się politycznie ani społecznie. Jego sytuacja życiowa była ciężka. Prof. Paweł Wieczorkiewicz określał ją następująco: Rómmel, choć formalnie został przyjęty do Ludowego Wojska Polskiego, a następnie przeniesiony w stan spoczynku, wcale nie miał w PRL łatwego życia. Żeby zarobić na życie, założył firmę przewozową i sam rozwoził końmi węgiel. Była taka anegdota, że kiedy zatrzymywała go milicja, krzyczał: – Czy wy wiecie, że rozmawiacie z generałem?!. 
Po 1956 i przemianach politycznych w kraju zaczął czynnie działać w Związku Bojowników o Wolność i Demokrację i został członkiem jego Rady Naczelnej. Brał udział w weryfikowaniu stopni i odznaczeń nadanych żołnierzom i oficerom w 1939 oraz przyznawaniu rent wojskowych. Należał do Komitetu Odbudowy Kościoła Garnizonowego przy ul. Puławskiej w Warszawie. 
Autor wspomnień Za honor i ojczyznę (Wydawnictwo Iskry, Warszawa 1958). 
Pochowany z honorami w Alei Zasłużonych na Cmentarzu Wojskowym na Powązkach (kwatera A23-tuje-15). W pogrzebie najwyższe władze państwowe reprezentowali gen. dyw. Mieczysław Moczar, ówczesny minister spraw wewnętrznych i prezes Zarządu Głównego ZBoWiD oraz gen. dyw. Grzegorz Korczyński, ówczesny wiceminister obrony narodowej.

## Opinie o generale Juliuszu Rómmlu
Typ wodza do wykonania nieskomplikowanych operacji, ale wymagających temperamentu i gwałtowności. Na niego jako na dowódcę armii można liczyć.

We wrześniu 1939 roku nie miał cienia swojej charyzmy, dynamiki i umiejętności dowodzenia z czasów wojny 1920 roku. Był pewnym anachronizmem na polu bitwy.

Jego działalność po wojnie spotykała się z ostrą krytyką, zarówno w kraju, jak i na emigracji. Generał największy wysiłek włożył w pomoc żołnierzom walczącym w 1939 roku.

## Awanse generalskie
- generał brygady – 3 maja 1922 zweryfikowany ze starszeństwem z dniem 1 czerwca 1919
- generał dywizji – 1 stycznia 1928

## Ordery i odznaczenia
- Krzyż Komandorski Orderu Wojennego Virtuti Militari[24]
- Krzyż Srebrny Orderu Wojskowego Virtuti Militari (30 czerwca 1921)[25][24]
- Krzyż Komandorski z Gwiazdą Orderu Odrodzenia Polski (1966)[24]
- Krzyż Komandorski Orderu Odrodzenia Polski (10 listopada 1928)[26][27][24]
- Krzyż Oficerski Orderu Odrodzenia Polski (2 maja 1922)[28][24][29]
- Order Krzyża Grunwaldu II klasy (6 września 1946)[30][24]
- Krzyż Walecznych (czterokrotnie)[24]
- Złoty Krzyż Zasługi (17 marca 1930)[31][24]
- Medal Pamiątkowy za Wojnę 1918–1921
- Medal Dziesięciolecia Odzyskanej Niepodległości
- Medal za Warszawę 1939–1945 (17 stycznia 1946)[32]
- Odznaka Pamiątkowa Generalnego Inspektora Sił Zbrojnych (12 maja 1936)
- Order Pogromcy Niedźwiedzia II klasy (Łotwa)[24]
- Wielki Oficer Orderu Legii Honorowej (Francja, 1936)[33][34]
- Komandor Orderu Legii Honorowej (Francja)
- Oficer Orderu Legii Honorowej (Francja, 1921)[35]
- Medal 10 Rocznicy Wojny Niepodległościowej (Łotwa, 1929)[36]
- Order Świętej Anny II klasy z mieczami (Imperium Rosyjskie)[24]
- Order Świętego Stanisława II klasy z mieczami (Imperium Rosyjskie)[24]
- Order Świętego Stanisława III klasy z mieczami i kokardą (Imperium Rosyjskie)[24]
- Order Świętego Jerzego IV klasy (Imperium Rosyjskie)[24]
- Order Świętego Włodzimierza IV klasy z mieczami i kokardą (Imperium Rosyjskie)[24]

## Życie prywatne
Trzykrotnie żonaty – od 1905 z Marią Zofią z Gobertów (1884–1945), po rozwodzie (w 1932) poślubił Irenę Elwirę Dębską (ur. 1909), z którą rozwiódł się w 1947 i w tymże roku ożenił z Janiną Marią Puchała-Puchalską (1911–1973). Z pierwszego małżeństwa miał syna Wiktora (1908–1970), oficera Wojska Polskiego.

## Juliusz Rómmel w filmie
Postać generała Juliusza Rómmla występuje w filmie ...Gdziekolwiek jesteś panie prezydencie... z 1978 r. w reżyserii Andrzeja Trzosa-Rastawieckiego. Rolę tę zagrał Ryszard Sobolewski.